# Aloe aldabrensis
Aloe aldabrensis (Алое альдабрензис, Алое альдабранське)  — сукулентна рослина роду алое.

## Етимологія
Видова назва походить від місця зростання — островів Альдабра.

## Морфологічні ознаки
Висота — до 60 см. Квіти оранжево-червоні.

## Місця зростання
Зовнішні Сейшельські острови (група островів Альдабра, звідки й походить видова назва рослини) та Коморські Острови. За іншими даними є ендеміком групи островів Альдабра, де росте на острові Астов.

## Утримання
Для нормального зростання цієї рослини портібна температура не менше 10 °C (50 °F). Добре витримує посуху. Надає перевагу сончяним місцям або легкій тіні.